# Crocidura allex
Crocidura allex är en däggdjursart som beskrevs av Wilfred Hudson Osgood 1910. Crocidura allex ingår i släktet Crocidura, och familjen näbbmöss. Inga underarter finns listade i Catalogue of Life. Taxonet Crocidura alpina godkänns ibland som art men infogas enligt Mammal Species of the World som synonym till Crocidura allex.

## Utseende
Arten är med en kroppslängd (huvud och bål) av 55 till 64 mm, en svanslängd av 45 till 55 mm och en vikt av 4 till 8 g liten. Den har 10 till 12 mm långa bakfötter och 7 till 9 mm stora öron. Av ovansidans hår syns endast de umbrabruna spetsarna men inte den mörkgråa basis. Undersidans hår är nära noten grå och vid spetsen gråbrun. De mörkbruna tassarna är utrustade med skarpa klor. Hela svansen har en mörkbrun färg. Typiskt är långa böjda inre framtänder och breda yttre kindtänder.

## Utbredning och ekologi
Denna näbbmus förekommer i Kenya och Tanzania. Arten vistas i höga bergstrakter mellan 2000 och 4000 meter över havet, till exempel vid Kilimanjaro. Habitatet utgörs av bergsängar och träskmarker ovanpå trädgränsen. Typiska växter är Hagenia abyssinica och arter av ensläktet. I myr hittas arter av klockljungssläktet och av släktet Stoebe.
En hona var i juli dräktig. Denna näbbmus jagas av servalen och troligtvis av rovfåglar.

## Hot
I begränsade regioner hotas beståndet av landskapets omvandling till jordbruksmark. Hela populationen anses vara stor. IUCN kategoriserar arten globalt som livskraftig.